# 木村茶道美術館
木村茶道美術館（きむらさどうびじゅつかん）は、新潟県柏崎市にある茶道具に関する美術館。

## 概要
茶の湯の収集品を展示するため、1984年11月に開館。国宝や重文は所蔵していないが、収集者の「使ってこそお道具であり使わなければお道具が死んでしまいます」との考えで、通常はガラス越しに見るだけの茶道具を実際に手に取り喫茶できる。

## 収蔵品
収蔵品は絵画・書跡が103点、茶碗では長次郎より当代まで歴代が揃う20点を含め、78点、茶入・薄茶器類39点、茶杓23点、水指32点、花入56点、香合25点、風炉・硯箱(すずりばこ)・台子・茶箱・鉢皿などが400点を所蔵している。

## 利用案内
- 入館時間は10時00分から16時30分。　毎週月曜（祝日の場合は翌日）、

12月～３月（冬期は休館）団体割引あり。

## 交通・アクセス方法
- 柏崎駅より西へ約1.6km（徒歩：約20分[1]・自動車：約6分[2]）